# 西斯特瑪
賽斯特瑪格鬥術，或稱西斯特瑪（俄語：Система），產生在俄羅斯的一項武術，創始者為米哈伊爾·里亞布科（Mikhail Ryabko）及其弟子弗拉基米尔·瓦西里耶夫（Vladimir Vasilief），1993年起開始在西方傳授，目前亞洲地區在日本、台湾、香港、马来西亚、新加坡進行教學。

## 詞源
Система（英文字型：Systema）一字為俄文之外來語，其字源來自英文，Система其意義即是英文的System，翻譯中文意思為“系統”。

## 中文名稱的訂定
Система為一門近代才取名的武術，因此在中文翻譯上若要翻譯成俄羅斯武術的話，這樣的稱呼所涵蓋的範圍過大並且相當籠統與隨便，因為俄國目前還有許多不同的武術分支，例如桑搏、ARB（類似桑博）、Goritsa、俄式拳擊（發展自13世紀）這幾項武術。所以中文語境上就不能將Система直接翻譯為俄國武術或是俄羅斯武術。
由於Система是具有傳承體系的一門武術，而有些人認為Система的訓練功法與中國的太極拳近似，因此在中文語境目前仍然還無法確切翻譯Система一字之下，有人稱呼Система為“俄式太極”，在歷史上來看Система其實與中國太極拳沒有關聯，加之對外邦文化名稱直接套用本國文化習慣性稱呼有其不妥當之處，所以在此特別詳細釐清，「俄式太極」一詞是中文互聯網上的學武人士所擅自命名之辭彙，這個名稱還有許多值得商榷之處。
無獨有偶，鄰近的日本練習者亦常稱Система為“俄式合氣道”，也是一個不恰當的命名方式，歷史發展過程上Система也和合氣道之間完全沒有任何聯繫。
暫時最中立與客觀的方式就是採用原文“Система”或英文“Systema”一詞，因為很難有一個合適的意譯名詞，今日有關Система尚未有合適之中文名稱，因此目前有些人將其音譯為“西斯特瑪”。
中國大陸和港澳地區，部分練習者將其意譯為“俄羅斯系統武術”，簡稱“系統武術”。不過有些人反對這個譯名，因為這會和其他系統的俄羅斯武術混淆。

## 歷史概述
西斯特瑪的創始人為米哈伊爾·里亞布科，他出生於代代為戰士的家庭，5歲起開始練習家傳武術，15歲時進入特种部队Spetsnaz。除在服役間建立了許多戰功外，並為Spetsnaz撰寫戰技教範。現今人們目前所練習的，即為米哈伊爾根據其家傳武術所創之西斯特瑪。
西斯特瑪因在特種部隊中使用之緣故被罩上一層神秘的色彩。蘇聯瓦解後，米哈伊爾的弟子弗拉基米爾於1993年在加拿大多倫多開始在西方傳授這項武術，米哈伊爾也在此時將此武術之名稱定為西斯特瑪，其後西斯特瑪開始在西方世界廣為傳播。

## 西斯特瑪之哲學[7]
俄羅斯武術西斯特瑪之所以在原文中被稱之為Система的一個原因是：它是一個可以改善人們生活的完整概念以及訓練內容。在這個命題下，武術技能是用來完善人體的七個生理系統的功能以及三個層次人類能力的一種方法。
西斯特瑪的根本原則是非破壞。西斯特瑪訓練時的目標是確保你的訓練以及態度不會危害到你或你的練習夥伴的身體及心理。西斯特瑪的目的是創造、建立和加強你的身體、你的心靈、你的家人以及你的國家。

## 訓練方式及基本原則[8]
由於“非破壞”的原則，西斯特瑪的訓練主要注重於控制。西斯特瑪的訓練強調(1)呼吸(breathing)、(2)放鬆(relaxation)、(3)身體正直(alignment)、以及(4)持續移動(keep moving)等原則，以最少，最有效的動作產生最大的效果作為基本指導原則。
西斯特瑪的基本原則為放鬆，以最小力量引導控制對手，不帶強烈對敵意識以避免激發對抗，強調直接抺除威脅的攻擊意圖；短兵相接時因敵變化自然出手並無招式可言，雖大部份訓練皆以對練形式進行，但不包含套路演練，招式對拆和情境擬真等等多數武術慣用的鍛鍊模式。

## 經常被誤認成西斯特瑪(Systema)的其他俄羅斯武術
因地理環境歷史來自東方正教的信仰規範和哥薩克人的生活習性，歷經欽察汗國蒙古人的入侵與帝俄擴張時期，哥薩克人頻繁參與戰爭造就了風格多樣傳承管道豐富的武術。蘇聯成立後，政治加強控制，清算並整肅哥薩克上流社會階層，禁絕民間武術傳習，共產黨擇定以融合日本柔道的標準版蘇聯國術桑博（Sambo）填補，傳統俄羅斯武術傳承途徑被管控限制在軍隊內部，因軍事需求而發展成符合現代戰爭應用的型態。蘇聯解體後大量軍人回流民間，加上政治鬆綁使哥薩克復興運動茁壯帶動武術訓練風潮，由退伍軍人創設的現代武術流派百家爭嗚，如：伊茲摩爾(Izvor)、斯拉夫自衛術(SlavStS)、卡多什尼可夫系統(Kadochnikov System)、特種部隊系統(Spetsnaz system)、戰士系統(Voin system)等。由於都曾經歷蘇聯軍用武術時期，動作形式相互影響極為類似，但教導理念可能截然不同。坊間傳授的除西斯特瑪(Systema)獨樹一格外，其餘多半與卡多什尼可夫系統或特種部隊系統類似，雖然不少俄羅斯武術的俄文名稱都有Система此一單字，例如 Kadochnikov System、Spetsnaz system 常被誤認為也是某一種Systema(Mikhail Ryabko 的 Система)，事實上並無關聯，僅因俄文"系統"一字的某一種拼法恰巧相同，有些較不知名的俄羅斯流派有意無意地"善用"這種模糊，即使這些武術歷史上可能來自同源，如今訓練理念歧異各行其是混為一談至為不妥。關係脈絡清晣的如李坦斯基系統(Retuinskih's System R.O.S.S)是出自卡多什尼可夫系統再結合桑博而成，特種部隊系統是由卡多什尼可夫系統分裂而出，並在其基礎上加入其他武術元素成為獨立系統，基於商業考量或法律糾紛某些新興系統會對其源流隱晦或編造，此現象在俄羅斯法律不及的海外格外明顯，造成許多混淆誤解。